# Luigi Sergio
Luigi Sergio (Maddaloni, 25 gennaio 1988) è un cestista italiano.

## Carriera
Cresciuto nell'Artus Maddaloni, con cui debutta in prima squadra, Sergio approda a Campobasso dove gioca per tre campionati tra Serie C Dilettanti e Serie B Dilettanti, per poi trascorrere la stagione 2011-12 in Divisione Nazionale B con i Lions Bisceglie.
Nell'agosto 2012 viene aggregato alla Juvecaserta per gli allenamenti, ma a dicembre viene tesserato, potendo così debuttare in Serie A pur partendo sempre dalla panchina. Difende i colori bianconeri per il resto della stagione 2012-13, poi nel 2013-14 scende di categoria per militare in prestito alla Fulgor Libertas Forlì nel campionato di Divisione Nazionale A Gold. Rientrato alla Juvecaserta, inizia la stagione successiva in Serie A, ma a dicembre passa (inizialmente in prestito) alla Pallacanestro Chieti, società in cui rimane per due annate e mezzo giocando in Serie A2 fino al 2016-17.
Nel luglio 2017 viene ingaggiato da Bergamo Basket 2014, altra società di Serie A2. Con 7,5 punti di media contribuisce al raggiungimento della salvezza, venendo confermato anche per la stagione 2018-19 per la quale viene nominato capitano. La stagione degli orobici in questo caso si chiude alle semifinali play-off. Nel 2019-20 veste la canotta del Basket Ravenna, sempre in A2.
In vista della stagione 2020-2021 firma un accordo biennale con lo Scafati Basket, ma l'anno seguente approda alla Pallacanestro Cantù che era appena retrocessa in Serie A2 dalla Serie A. Nel gennaio 2022, tuttavia, durante un allenamento si procura la rottura del tendine di Achille. Questo infortunio chiude anzitempo la sua stagione e lo costringe ad un lungo stop che si protrae anche nel corso dell'anno seguente.
Ristabilitosi, il 7 agosto 2023 diventa ufficialmente un giocatore della Fortitudo Bologna, continuando a giocare in Serie A2 con un minutaggio medio di 8,4 minuti a partita.
Per la stagione 2024-2025 scende in Serie B Nazionale, firmando un contratto annuale con il Treviglio Brianza Basket, società al primo anno con la nuova denominazione per raccogliere l'eredità della Blu Basket Treviglio.

## Palmarès
- Supercoppa LNP: 1

Scafati Basket: 2020